# Vitium artis
Pojem vitium artis (lat., doslovný překlad „chyba umění“) nemá v medicínsko-právní terminologii jednoznačný význam. Podle judikatury českého Nejvyššího soudu se jedná o malou chybu nebo jeden nezdar v jinak celkově správném lékařském postupu, který je proto stále lege artis. Jde o chybu sice neúmyslnou a nevědomou, přesto ale učiněnou v nevědomé nedbalosti (škůdce nevěděl, že může způsobit škodu, ačkoli to vzhledem k okolnostem a ke svým osobním poměrům vědět měl a mohl), a proto není odpovědnost za způsobenou újmu vyloučena.